# Haag an der Amper
Haag an der Amper är en kommun och ort i Landkreis Freising i Regierungsbezirk Oberbayern i förbundslandet Bayern i Tyskland.
Kommunen ingår i kommunalförbundet Zolling tillsammans med kommunerna Attenkirchen, Wolfersdorf och Zolling.